# 乡村诊所
乡村诊所位于中华人民共和国浙江省宁波市鄞州区姜山镇走马塘村，清代院落，建于光绪年间，主人为乡村医生陈松涛，院落以园林为主，园林被称为守拙园，为陈松涛种植草药的园林，院门开在中轴线上，为一单独门屋，院门入口处有池塘，边上有动物形状的假山，池塘与院门隔有矮墙，矮墙上砌有镂空石窗，房子主要集中在西南角，后墙一排朝南的五开间为涵碧庐，为生活用房和藏书楼，现开辟为陈列室，诊所房为贻谷堂，面阔三间，进深五柱五檩，2008年完成整修，2010年9月公布为鄞州区文物保护单位:430。